# ألبيرت زنانيرى
البيرت زنانيرى معمارى ومصمم إيطالي.

## أشهر أعماله
- اوبرج الأهرام، شارع الهرم 1937
- اوبرج الفيوم (بحيرة قارون، اللي افتتحه ونستون تشرشل)
- مستشفى دار الشفا العباسية
- دار الهلال للطباعة والنشر (اللي أسسها جورجي زيدان)، لاظوغلي
- عماره فريده، 10 شارع المنتزه، الزمالك
- مصانع نسيج الشوربجى بإمبابة
- عماره إسماعيل صدقي باشا شارع عزيز أباظة الزمالك
- عماره بول رستم شارع الحديقة، جاردن سيتي
- عماره الشيخ سعد العبد الله السالم الصباح (الكويت) في الأصل عماره ألبرت زنانيرى. قبل بيعها في عام 1961، 7 حسن صبري، الزمالك
- عماره وديع سعد شارع صلاح الدين، الزمالك
- عماره زيدان (اميل وشكرى) شارع عبد الخالق ثروت
- عماره إيلي صيدناوى، 6 شارع عدلي باشا
- فيلا ايلى صيدناوى شارع رشدى باشا، إسكندرية
- عماره زيدان (اميل وشكرى) ميدان التحرير
- عماره زنانيرى (الشهيرة بلاباس) 2 شارع السلولى،الجيزة